# 全国農村教育協会
全国農村教育協会（ぜんこくのうそんきょういくきょうかい）は日本の出版社。略称：全農教。図鑑類や農業関係の書籍を出版。

## 主な出版物
発行年順。
- 『園芸主産地総覧』園芸主産地総覧編集委員会 編、1972年。全国書誌番号:70024267、doi:10.11501/12037342、国立国会図書館内/図書館・個人送信。
- 『グラモキソン』「グラモキソン」編集委員会、全国農村教育協会 編、グラモキソン協議会、1973年、非売品。全国書誌番号:22982514、冊子、除草剤。
- 川沢哲夫、川村満『原色図鑑カメムシ百種』、1975年[1]。
- 河合省三『日本原色カイガラムシ図鑑』、1980年[2]、doi:10.11501/12642327。国立国会図書館限定、遠隔複写可。
- 梅谷献二、岡田利承 編『日本農業害虫大事典』2003年[3]。全国書誌番号:20417939。
- 岸國平 編『日本植物病害大事典』1998年。全国書誌番号:99055004。
- 広田伸七 編著『ミニ雑草図鑑 : 雑草の見分けかた』1996年。全国書誌番号:97019955。
  - 改訂版、廣田伸七 編著、1999年。全国書誌番号:20268574。
- 細矢剛、出川洋介、勝本謙『カビ図鑑 : 野外で探す微生物の不思議』伊沢正名 写真、2010年。全国書誌番号:21803425。

シリーズ
〈防除ハンドブック〉
- 根本文宏、平井一男、森田弘彦『稲の病害虫と雑草』、2004年。
- 堀江博道、池田二三高『菜園の病害虫』、2005年。
- 堀江博道、竹内浩二『花の病害虫』、2006年。
- 『トマト・ナス・ピーマンの病害虫』、2007年。
- 平井一男、上田康郎、仲川晃生、田中文夫『豆類の病害虫』、2008年。
- 田代暢哉、増井伸一『カンキツの病害虫』、2014年。
- 菊原賢次、堤隆文、土田聡『カキの病害虫』K.Hirai、Y.Chikuo 編、2015年。別題『Field Guide to Diseases and Pests in Kaki〈Japanese persimmon〉』
- 渡邊健、西岡一也、林川修二『サツマイモの病害虫』、2021年。

著作物
- 全国農村教育協会 編『水稲編』全国農業会議所〈病害虫・雑草フィールドブック〉、2005年。全国書誌番号:21209967。

### 児童書
- 岩瀬徹『植物の生活型の話 : 雑草のくらし・野外観察入門』、2006年。

〈野外観察ハンドブック〉
- 岩瀬徹、川名興『校庭の雑草』1987年。国立国会図書館限定公開。
  - 岩瀬徹 ほか『校庭の雑草 新版』、1992年。
  - 岩瀬徹、川名興、中村俊彦『新校庭の雑草』、1998年。
  - 岩瀬徹、川名興、飯島和子『校庭の雑草 4版』、2009年。
  - 岩瀬徹、川名興、飯島和子『校庭の雑草』新訂、2021年。
- 岩瀬徹、川名興『校庭の樹木』、1991年。
- 並河治 ほか『校庭の花』、1995年。
- 板木利隆 ほか『校庭の作物』、1995年。
- 唐沢孝一『校庭の野鳥』、1997年。
- 田仲義弘、鈴木信夫『校庭の昆虫』、1999年。
- 浅間茂、石井規雄、松本嘉幸『校庭のクモ・ダニ・アブラムシ』、2001年。
- 中村俊彦、古木達郎、原田浩『校庭のコケ』、2002年。
- 浅間茂、中安均『校庭の生き物ウォッチング』、2003年。
- 岩瀬徹、大野啓一『写真で見る植物用語』、2004年。
- 鈴木邦彦、岩瀬徹『校庭のくだもの』、2005年。
- 村田威夫、谷城勝弘『シダ植物』、2006年。
- 岩瀬徹『形とくらしの雑草図鑑 : 見分ける、身近な280種』、2007年。
  - 岩瀬徹、飯島和子『形とくらしの雑草図鑑』、2016年。『見分ける、身近な300種』新版。
- 浅間茂、田中正彦、柄澤保彦、岩瀬徹『水辺の生きもの : トンボ・カエル・メダカの世界』、2013年。

〈たのしい自然観察〉
- 岩瀬徹、川名興 『雑草博士入門』、2001年。
- 唐沢孝一『野鳥博士入門』平野伸明 写真、2002年。
- 根田仁『きのこ博士入門』伊沢正名 写真、2006年。

〈全農教観察と発見シリーズ〉
- 岩瀬徹、川名興、飯島和子『新・雑草博士入門』、2015年。
- 小幡和男、岩瀬徹、川名興、飯島和子、宮本卓也『樹木博士入門』、2020年。